# Josep Casellas i Batet
Josep Casellas i Batet   (Albinyana, 8 de gener de 1842 - Barcelona, 2 d'agost de 1916) fou un dels fabricants de gralles més notable del segle xix. Destacà per les innovacions en la construcció d'aquest instrument que n'allargaren la tessitura amb la incorporació de claus.

## Biografia
Josep Casellas i Batet nasqué a Albinyana (Baix Penedès) el 8 de gener de 1842, fill del fuster Josep Casellas i Gestí i de Magina Batet i Ferran, de la Bisbal del Penedès. Quan tingué setze anys aproximadament es traslladà a Vilanova i la Geltrú on anys més tard es casà amb Josefa Borrell del Vendrell el 21 de juny de 1962. D'aquest matrimoni en naixerien tres fills: en Marià (1863), en Salvador (1864) i n'Enric (1870).
El 1873 hi ha les primeres proves que Josep Caselles s'ha establert com a fuster al carrer Soler, 15, al barri de Mar, on serà conegut popularment com el Fuster de Mar. Tot i això, segurament ja s'havia establert com a fuster després de les noces. La primera notícia com a constructor d'instruments serà el 1883 en relació amb l'Exposició Regional de 1882, moment en què es traslladà a la rambla de la pau, 28. Casellas no només fou reeixit com a constructor sinó que també ho fou com a fabricant d'harmòniums i pot ser que també de guitarres.
El 18 de gener de 1896 es casà en segones núpcies amb Rosa Pla, en un moment en què desenvolupà una forta activitat creadora en la construcció i perfeccionament de les gralles, una activitat que dugué a terme fins ben entrat el segle xx. Aquesta fou, sens dubte, una clara aposta cap a la modernitat, en un moment que s'estaven produint innovacions en instruments com la tenora o la dulzaina castellana. Finalment, passà el final de la seva vida a Barcelona on vivien els seus fills i on morí el 2 d'agost de 1916.

## El model de gralla J. Casellas-Vilanova
Sembla que el seu model de gralla de Casellas parteix del model de gralla seca dels Carreras; tot i això, Casellas transformarà radicalment aquest instrument. N'allargà la tessitura i hi instal·là un mecanisme de claus.
En primer lloc, va tapar els dos forats d'afinació de la campana de la gralla seca per convertir-los en dues notes col·locades a alçàries diferents per ser accionades per dues claus. Després d'això, el model s'anà perfeccionant a través de l'allargament i l'estrenyiment de la campana, un fet que canvià el timbre de la gralla i que en donà el nom de gralla dolça. S'hi afegiren fins a cinc claus tot i que el model més popular i consolidat fou el de quatre claus. També si afegiren sons cromàtics i en alguns casos clau d'octava. A més, algunes de les gralles tenien una campana metàl·lica, per estalviar fusta o per imitació de la tenora.